# Chen Yufei
Chen Yufei (født 1. marts 1998) er en kvindelig kinesisk badmintonspiller.
Hun deltog under Junior-Asienmesterskabet i badminton for kvinder 2016 og Junior-VM i badminton 2016. Samme år, sikrede hun sin første titel ved Macau Open 2016. Hun blev kåret til Eddy Choong's mest forhåbningsfulde spiller i 2017. Den 17. december 2019, nåede hun nummer 1, på BWF's verdensrangliste for kvindesingler.
Hun deltog under Sommer-OL 2020 i Tokyo, hvor hun slog taiwanske Tai Tzu-ying 21-18 19-21 21-18, i finalekampen og sikrede dermed sin første olympiske guldmedalje.